# Albert Anastas
Albert George Alexander Anastas (ur. 16 grudnia 1966 w Manavilai) – indyjski duchowny katolicki, biskup Kuzhithurai od 2024.

## Życiorys

### Prezbiterat
Święcenia kapłańskie otrzymał 26 kwietnia 1992 i został inkardynowany do diecezji Kottar. Był m.in. prefektem studiów w niższym seminarium duchownym w Nagercoil, sekretarzem kurialnej komisji ds. życia chrześcijańskiego, koordynatorem diecezjalnego programu socjalnego oraz wykładowcą i bibliotekarzem seminarium w Tiruchirappalli.

### Episkopat
13 stycznia 2024 papież Franciszek mianował go biskupem Kuzhithurai. Sakry udzielił mu 22 lutego 2024 arcybiskup Antony Pappusamy.